# أييوس أندريس (أركاديا)
أييوس أندريس (Άγιος Ανδρέας) هي مستوطنة في بلدية شمال كينوريا، بنيت على سفوح تل بالقرب من البحر وبجانب سهل مليء بأشجار الزيتون. وهي تقع على طريق أستروس ليونيدي على مسافة 6 كيلومترات من الأول. عند هذه النقطة ينتهي مضيق زاربانيتسا ويمر نهر فراسياتيس قبل مصبه مباشرة في خليج ثيرياتيكو. وهي القرية الرئيسية في المنطقة وتسكنها قونية تساكون بشكل أساسي.
على مسافة 3 كم يوجد شاطئ أجيوس أندرياس. على تل بالقرب من المكان، يمكن للمرء أن يرى أنقاض جدار سيكلوبي الذي ينتمي وفقًا لعلماء الآثار إلى مدينة كنوريان القديمة في أنثيني. كما يوجد جسر حجري قديم في الجوار.
على حدود القرية توجد مستوطنة نموذجية للمغتربين، أركاديكو خوريو، آخر مستوطنة قبل بلدية جنوب كينوريا.
يوجد في القرية نادي كرة قدم يسمى فراسيس.
بنيت على ارتفاع 51 متر بلغ عدد سكانها 998 نسمة في تعداد عام 2011.